# Hajoran (Padang Bolak)
Hajoran is een bestuurslaag in het regentschap Padang Lawas Utara van de provincie Noord-Sumatra, Indonesië. Hajoran telt 714 inwoners (volkstelling 2010).